# Sampson Handley
Pour les articles homonymes, voir Handley (homonymie).
William Sampson Handley, MD, MS (en), FRCS (en) (12 avril 1872-1962) est un chirurgien anglais qui a contribué à faire avancer la chirurgie du cancer, particulièrement la chirurgie du cancer du sein.

## Biographie
Il naît à Loughborough, Leicestershire, en Angleterre. Son père, Thomas Handley, était chimiste. Il fait ses études à l’école secondaire de Loughborough.
En 1889, il commence à se former comme médecin au Guy's Hospital où il acquiert son doctorat en 1896. Il s’intéresse à la pathologie chirurgicale et devient membre du Collège royal de chirurgie en 1897.
Il travaille dans l'aile du Middlesex Hospital consacrée à la recherche sur le cancer et il y étudie comment le cancer se propage. Il constate que le développement principal du cancer du sein se fait le long des vaisseaux lymphatiques et il invente l’expression « perméation lymphatique ». En 1905, il devient chirurgien adjoint au Middlesex Hospital et poursuit ses recherches sur le cancer. En 1906, il publie Cancer of the Breast and its Operative Treatment qui établit sa réputation dans tout l’establishment médical. En 1911, le Collège royal de chirurgie lui décerne le Prix Walker pour avoir fait avancer la connaissance de la pathologie du cancer et sa thérapie. Outre son travail sur le cancer, il était également un habile chirurgien de l’abdomen.
Pendant la Première Guerre mondiale, il sert dans le Royal Army Medical Corps avec le grade de capitaine. Son travail lui valut d’être élu membre honoraire de l'American College of Surgeons et membre étranger de l'Académie de médecine de Rome. Il fut vice-président du Collège royal de chirurgie de 1931 à 1934.

## Vie privée
En 1908, il épousa Muriel Rigby qui lui donna quatre fils et une fille.

## Ouvrages
- Cancer of the Breast and its Operative Treatment, publié en 1906
- The Genesis of Cancer, publié en 1932